# Myrcia sipapensis
Myrcia sipapensis är en myrtenväxtart som beskrevs av Mcvaugh. Myrcia sipapensis ingår i släktet Myrcia och familjen myrtenväxter. Inga underarter finns listade i Catalogue of Life.